# Dimension Films
Dimension Films  fue una productora de cine estadounidense fundada en 1992, famosa por las películas Scream, Spy kids, Scary Movie y Sin City. 
Fue parte de la empresa The Weinstein Company.
Todas las películas anteriores al primero de octubre de 2005 pertenecen a la compañía Miramax Films.

## Principales distribuidores
- Walt Disney Studios Motion Pictures (1993-2005)
  - Miramax Films (1992-2005)
- The Weinstein Company (2005-2018)
  - Metro-Goldwyn-Mayer (2006-2009)
  - Genius Products (2006-2009)
  - Vivendi Entertainment (2009-2010)
  - Sony Pictures (2010-2011)
  - Anchor Bay Entertainment (2011-2017)
  - Lions Gate Entertainment (2016-2018)
- Lantern Entertainment (2018-presente)

## Lista de películas

### Como parte de Miramax Films
| Título                                         | Fecha de lanzamiento     | Notas                                            | Presupuesto | Bruto        |
| ---------------------------------------------- | ------------------------ | ------------------------------------------------ | ----------- | ------------ |
| Hellraiser III: Hell on Earth                  | 11 de septiembre de 1992 |                                                  |             | $12 525 537  |
| Godzilla tai Biollante                         | 9 de diciembre de 1992   |                                                  | $5 000      |              |
| Children of the Corn II: The Final Sacrifice   | 29 de enero de 1993      |                                                  | $900 000    | $6 980 986   |
| Mother's Boys                                  | 18 de marzo de 1994      |                                                  |             |              |
| The Legend                                     | 9 de julio de 1993       |                                                  |             |              |
| Fortress                                       | 3 de septiembre 1993     |                                                  |             |              |
| Gunmen                                         | 4 de febrero de 1994     |                                                  |             |              |
| El cuervo (The Crow)                           | 13 de mayo de 1994       |                                                  |             |              |
| Confessions of a Sorority Girl                 | 29 de julio de 1994      |                                                  |             |              |
| Shake Rattle and Rock!                         | 26 de agosto de 1994     |                                                  |             |              |
| Highlander III: The Sorcerer                   | 27 de enero de 1995      |                                                  |             |              |
| The Road Killers                               | 11 de abril de 1995      |                                                  |             |              |
| The Prophecy                                   | 1 de septiembre de 1995  |                                                  | $8 000      | $16 115 878  |
| Children of the Corn III: Urban Harvest        | 12 de septiembre de 1995 |                                                  |             |              |
| Halloween: The Curse of Michael Myers          | 29 de septiembre de 1995 |                                                  | $5 000      | $15 116 634  |
| Men of War                                     | 19 de diciembre de 1995  |                                                  |             |              |
| From Dusk Till Dawn                            | 19 de enero de 1996      | Con A Band Apart / Los Hooligans Productions     |             |              |
| Hellraiser: Bloodline                          | 8 de marzo de 1996       |                                                  |             | $9 336 886   |
| Super Cop                                      | 26 de julio de 1996      |                                                  |             |              |
| Supercop 2                                     | 16 de agosto de 1996     |                                                  |             |              |
| Crime Story                                    |                          |                                                  |             |              |
| The Crow: City of Angels                       | 30 de agosto de 1996     |                                                  | $13 000     | $17 917 287  |
| The Shooter                                    | 17 de septiembre de 1996 |                                                  |             |              |
| Children of the Corn IV: The Gathering         | 8 de octubre de 1996     |                                                  |             |              |
| Scream                                         | 20 de diciembre de 1996  | Con Woods Entertainment                          | $15 000     | $173 046 663 |
| Fist of Legend                                 | 28 de febrero de 1997    |                                                  |             |              |
| Armour of God II: Operation Condor             | 18 de julio de 1997      |                                                  |             |              |
| Mimic                                          | 22 de agosto de 1997     |                                                  | $30 000     |              |
| Nirvana                                        | 22 de agosto de 1997     |                                                  |             |              |
| Scream 2                                       | 12 de diciembre de 1997  | Con Konrad Pictures                              | $24 000     | $172 363 301 |
| Bounty Hunters                                 | 16 de diciembre de 1997  |                                                  |             |              |
| The Prophecy II                                | 20 de enero de 1998      |                                                  |             |              |
| Phantoms                                       | 23 de enero de 1998      | Adaptación de la novela de Dean Koontz           |             | $5 624 282   |
| Senseless                                      | 20 de febrero de 1998    |                                                  |             |              |
| Ride                                           | 27 de marzo de 1998      |                                                  |             |              |
| Nightwatch                                     | 17 de abril de 1998      |                                                  |             |              |
| Children of the Corn V: Fields of Terror       | 21 de junio de 1998      |                                                  |             |              |
| Halloween H20: 20 Years Later                  | 5 de agosto de 1998      |                                                  | $17 000     | $55 041 738  |
| Air Bud: Golden Receiver                       | 14 de agosto de 1998     |                                                  |             |              |
| I Got the Hook Up                              | 19 de octubre de 1998    |                                                  |             |              |
| The Faculty                                    | 25 de diciembre de 1998  | Con Los Hooligans Productions                    | $15 000     | $40 283 321  |
| From Dusk Till Dawn 2: Texas Blood Money       | 16 de marzo de 1999      | Con A Band Apart / Los Hooligans Productions     |             |              |
| Twin Dragons                                   | 9 de abril de 1999       |                                                  |             |              |
| Beowulf                                        | 1 de abril de 1999       |                                                  | $20 000     |              |
| Existenz                                       | 23 de abril de 1999      |                                                  |             |              |
| Tale of the Mummy                              | 3 de agosto de 1999      |                                                  |             |              |
| Teaching Mrs. Tingle                           | 20 de agosto de 1999     |                                                  | $13 000     | $8 951 935   |
| In Too Deep                                    | 25 de agosto de 1999     |                                                  |             |              |
| Children of the Corn 666: Isaac's Return       | 19 de octubre de 1999    |                                                  |             |              |
| From Dusk Till Dawn 3: The Hangman's Daughter  | 18 de enero de 2000      |                                                  |             |              |
| Scream 3                                       | 4 de febrero de 2000     |                                                  | $40 000     | $161 834 276 |
| Reindeer Games                                 | 25 de febrero de 2000    |                                                  |             |              |
| The Prophecy III: The Ascent                   | 14 de marzo de 2000      |                                                  |             |              |
| The Crow: Salvation                            | 14 de junio de 2000      |                                                  |             |              |
| Boys and Girls                                 | 16 de junio de 2000      |                                                  | $35 000     | $25 850 615  |
| Scary Movie                                    | 7 de julio de 2000       | Con Wayans Bros. Entertainment                   | $19 000     | $278 019 771 |
| Highlander: Endgame                            | 1 de septiembre de 2000  |                                                  |             |              |
| Backstage                                      | 8 de septiembre de 2000  |                                                  |             |              |
| Hellraiser: Inferno                            | 3 de octubre de 2000     |                                                  |             |              |
| The Legend of Drunken Master                   | 20 de octubre de 2000    |                                                  |             |              |
| Dracula 2000                                   | 22 de diciembre de 2000  |                                                  | $54 000     | $47 053 625  |
| Get Over It                                    | 9 de marzo de 2001       |                                                  |             |              |
| Spy Kids                                       | 30 de marzo de 2001      | Con Troublemaker Studios                         | $50 000     | $147 934 180 |
| Bounty Hunters 2: Hardball                     | 15 de mayo de 2001       |                                                  |             |              |
| Scary Movie 2                                  | 4 de julio de 2001       | Con Wayans Bros. Entertainment                   | $45 000     | $141 220 678 |
| Mimic 2                                        | 17 de julio de 2001      |                                                  |             |              |
| The Others                                     | 2 de agosto de 2001      |                                                  | $17 000     | $218 947 037 |
| Jay and Silent Bob Strike Back                 | 24 de agosto de 2001     | Con View Askew Productions                       | $22 000     | $33 788 161  |
| O                                              | 31 de agosto de 2001     |                                                  |             |              |
| Children of the Corn: Revelation               | 9 de octubre de 2001     |                                                  | $2 500 000  |              |
| Texas Rangers                                  | 30 de noviembre de 2001  |                                                  |             |              |
| Impostor                                       | 4 de enero de 2002       |                                                  |             |              |
| Mexico City                                    | 12 de marzo de 2002      |                                                  |             |              |
| Beneath Loch Ness                              | 18 de junio de 2002      |                                                  |             |              |
| Halloween: Resurrection                        | 12 de julio de 2002      |                                                  | $13 000     | $37 664 855  |
| Spy Kids 2: The Island of Lost Dreams          | 7 de agosto de 2002      | Con Troublemaker Studios                         | $38 000     | $119 723 358 |
| The Accidental Spy                             | 13 de agosto de 2002     |                                                  |             |              |
| Below                                          | 11 de octubre de 2002    |                                                  |             |              |
| Hellraiser VI: Hellseeker                      | 15 de octubre de 2002    |                                                  |             |              |
| Paid in Full                                   | 25 de octubre de 2002    |                                                  |             |              |
| Wes Craven Presents: They                      | 27 de noviembre de 2002  | Con Focus Features                               | $17 000     | $16 130 385  |
| Equilibrium                                    | 6 de diciembre de 2002   |                                                  | $39 000     | $5 359 645   |
| For the Cause                                  | 17 de diciembre de 2002  |                                                  |             |              |
| Dracula II: Ascension                          | 7 de junio de 2003       |                                                  | $3 200 000  |              |
| Shade                                          | 21 de junio de 2003      |                                                  |             |              |
| Spy Kids 3-D: Game Over                        | 9 de marzo de 2007       | Con Troublemaker Studios                         | $39 000     | $197 011 982 |
| My Boss's Daughter                             | 22 de agosto de 2003     |                                                  | $14 000     | $18 191 005  |
| Once Upon a Time in Mexico                     | 12 de septiembre de 2003 | Con Columbia Pictures / Troublemaker Studios     | $29 000     | $98 185 582  |
| Scary Movie 3                                  | 24 de octubre de 2003    |                                                  | $48 000     | $220 673 217 |
| Bad Santa                                      | 26 de noviembre de 2003  |                                                  | $18 000     | $76 057 639  |
| Starsky & Hutch                                | 5 de marzo de 2004       | Con Warner Bros.                                 | $60 000     | $170 268 750 |
| Mr. 3000                                       | 17 de septiembre de 2004 | con Touchstone Pictures / Spyglass Entertainment | $30 000     | $21 839 377  |
| Darkness                                       | 25 de diciembre de 2004  |                                                  | $10 600 000 |              |
| Cursed                                         | 25 de febrero de 2005    | Con Outerbanks Entertainment                     | $38 000     | $29 621 722  |
| Sin City                                       | 1 de abril de 2005       | Con Troublemaker Studios                         | $40 000     | $158 753 820 |
| The Adventures of Sharkboy and Lavagirl in 3-D | 10 de junio de 2005      | Con Columbia Pictures / Troublemaker Studios     | $50 000     | $69 425 967  |
| Dracula III: Legacy                            | 12 de julio de 2005      |                                                  | $3 200 000  |              |
| The Brothers Grimm                             | 26 de agosto de 2005     | Con Metro-Goldwyn-Mayer / Mosaic Media Group     | $88 000     | $105 316 267 |
| Venom                                          | 16 de septiembre de 2005 | Con Outerbanks Entertainment                     |             | $881 779     |

### Como parte de The Weinstein Company
| Título                              | Fecha de lanzamiento     | Notas | Presupuesto | Bruto        |
| ----------------------------------- | ------------------------ | --- | ----------- | ------------ |
| The Amityville Horror               | 15 de abril 2005         | Con Metro-Goldwyn-Mayer | $19 000     | $108 047 131 |
| Mindhunters                         | 13 de mayo de 2005       | |             |              |
| The Crow: Wicked Prayer             | 4 de junio de 2005       | |             |              |
| Hellraiser: Deader                  | 7 de junio de 2005       | |             |              |
| The Prophecy: Uprising              | 7 de junio de 2005       | |             |              |
| Hellraiser: Hellworld               | 6 de septiembre de 2005  | |             |              |
| The Prophecy: Forsaken              | 6 de septiembre de 2005  | |             |              |
| Curandero                           | 18 de octubre de 2005    | |             |              |
| Wolf Creek                          | 25 de diciembre de 2005  | Con Darclight Films |             | $27 762 648  |
| Scary Movie 4                       | 15 de abril de 2006      | Con Miramax Films | $45 000     | $178 262 620 |
| Ritual                              | 2 de mayo de 2006        | |             |              |
| Pulse                               | 11 de agosto de 2006     | | $20 500 000 | $29 907 685  |
| Feast                               | 22 de septiembre de 2006 | | $3 200 000  | $658 573     |
| School for Scoundrels''             | 29 de septiembre de 2006 | coproducción con Metro-Goldwyn-Mayer                                                                                                  | $35 000     | $23 947 685  |
| Black Christmas                     | 25 de diciembre de 2006  | coproducción con Metro-Goldwyn-Mayer                                                                                                  | $9 000      | $21 510 851  |
| Grindhouse                          | 6 de abril de 2007       | | $53 000     | $25 422 088  |
| Death Proof                         | 6 de abril de 2007       | |             |              |
| DOA: Dead or Alive                  | 15 de junio de 2007      | | $21 000     | $7 516 532   |
| 1408                                | 22 de junio de 2007      | coproducción con Metro-Goldwyn-Mayer                                                                                                  | $25 000     | $131 998 242 |
| Who's Your Caddy?                   | 27 de julio de 2007      | coproducción con Metro-Goldwyn-Mayer; producido con Our Stories Films                                                                 | $7 000      | $5 713 425   |
| Halloween                           | 31 de agosto de 2007     | coproducción con Metro-Goldwyn-Mayer                                                                                                  | $15 000     | $80 249 467  |
| Broken                              | 25 de septiembre de 2007 | |             |              |
| Black Sheep                         | 9 de octubre de 2007     | |             |              |
| The Mist''                          | 21 de noviembre de 2007  | coproducción con Metro-Goldwyn-Mayer                                                                                                  | $18 000     | $57 293 715  |
| Superhero Movie                     | 28 de marzo de 2008      | coproducción con Metro-Goldwyn-Mayer                                                                                                  | $35 000     | $71 237 351  |
| Inside                              | 15 de abril de 2008      | |             |              |
| Rogue                               | 25 de abril de 2008      | | $26 000     | $4 620 096   |
| Teeth                               | 6 de mayo de 2008        | |             |              |
| Diary of the Dead                   | 20 de mayo de 2008       | |             |              |
| Night of the Living Dead            | 20 de mayo de 2008       | |             |              |
| The Promotion                       | 6 de junio de 2008       | |             | $408 709     |
| Hell Ride                           | 8 de agosto de 2008      | |             | $390 128     |
| The Longshots                       | 22 de agosto de 2008     | |             | $11 767 866  |
| Soul Men                            | 7 de noviembre de 2008   | coproducción con Metro-Goldwyn-Mayer                                                                                                  | $40 000     | $12 082 391  |
| Halloween II                        | 28 de agosto de 2009     | | $15 000     | $39 318 589  |
| Janky Promoters                     | 16 de octubre de 2009    | | $10 000     | $9 069       |
| The Road                            | 25 de noviembre de 2009  | | $25 000     | $27 635 236  |
| Youth in Revolt''                   | 8 de enero de 2010       | | $18 000     | $19 623 544  |
| Hurricane Season                    | 9 de febrero de 2010     | |             |              |
| Piranha 3D                          | 20 de agosto de 2010     | | $24 000     | $83 188 165  |
| Scream 4                            | 15 de abril de 2011      | Con Corvus Corvax / Outerbanks Entertainment, distribuida por The Weinstein Company en EE.UU. y Universal Pictures internacionalmente | $40 000     | $97 138 686  |
| Spy Kids: All the Time in the World | 19 de agosto de 2011     | Con Troublemaker Studios | $27 000     | $74 081 634  |
| Children of the Corn: Genesis       | 30 de agosto de 2011     | |             |              |
| Apollo 18                           | 2 de septiembre de 2011  | | $5 000      | $25 562 924  |
| Livid                               | 23 de septiembre de 2011 | |             |              |
| Zombie Diaries 2                    | 11 de octubre de 2011    | |             |              |
| Hellraiser: Revelations             | 18 de octubre de 2011    | |             |              |
| Piranha 3DD                         | 1 de junio de 2012       | |             |              |
| Dark Skies                          | 22 de febrero de 2013    | Con Alliance Films y Blumhouse Productions                                                                                            |             |              |
| Scary Movie 5                       | 11 de enero de 2013      | |             |              |
| Aftershock                          | 10 de mayo de 2013       | Con RADiUS-TWC |             |              |
| Compulsion                          | 21 de junio de 2013      | |             |              |
| All the Boys Love Mandy Lane        | 11 de octubre de 2013    | Producción y lanzamiento original en 2006                                                                                             |             |              |
| Penthouse North                     | 14 de enero de 2014      | |             |              |
| 13 Sins                             | 18 de abril de 2014      | Co-distribución con RADiUS-TWC; Coproducción con Blumhouse Productions                                                                |             |              |
| Sin City: A Dame to Kill For        | 22 de agosto de 2014     | |             |              |
| Horns                               | 31 de octubre de 2014    | Co-distribución con RADiUS-TWC |             |              |
| Everly                              | 27 de febrero de 2015    | |             |              |
| Kristy                              | 17 de octubre de 2013    | Co-distribución con The Weinstein Company; Coproducción con David Kirschner Productions                                               |             |              |
| Clown                               | 17 de junio de 2016      | Coproducción con Cross Creek Pictures, PS 260, Vertebra Films, Zed Filmworks, Method Studios y Dragonfly Entertainment                |             |              |
| Viral                               | 29 de julio de 2016      | Co-distribución con RADiUS-TWC; Coproducción con Blumhouse Productions                                                                |             |              |
| Army of One                         | 4 de noviembre de 2016   | |             |              |
| Demonic                             | 10 de octubre de 2017    | |             |              |
| Amityville: The Awakening           | 28 de octubre de 2017    | Co-distribución con RADiUS-TWC; Coproducción con Blumhouse Productions                                                                |             |              |
| Hellraiser: Judgment                | 13 de febrero de 2018    | Solo producción; distribución por Lionsgate Films                                                                                     |             |              |

### Futuro

#### Como parte de Lantern Entertainment
| Título                       | Fecha de lanzamiento | Notas                       |
| ---------------------------- | -------------------- | --------------------------- |
| Polaroid                     | 2018                 | Co-distribución con Netflix |
| How to Defeat Your Own Clone | TBA                  |                             |

### Proyectos cancelados y vendidos
| Título                         | Fecha de lanzamiento | Notas |
| ------------------------------ | -------------------- | --- |
| 47 Meters Down                 | 16 de junio de 2017  | En 2016, Dimension Films vendió los derechos, fue producida y distribuida por Entertainment Studios |
| An American Werewolf in London | 2019                 | En 2009, Dimension Films adquirió los derechos para hacer un remake de An American Werewolf in London. En 2016 se informó que Max Landis, hijo del director John Landis, está desarrollando la película. Será lanzada en cines por Universal Studios y por DreamWorks. |

## Dimension Television
| Título       | Canal original | Año(s)    |
| ------------ | -------------- | --------- |
| Glory Days   | The WB         | 2002      |
| Cement Heads | A&E            | 2014      |
| Scream       | MTV            | 2015-2016 |
| The Mist     | Spike          | 2017      |